# Sidi Lantri
Sidi Lantri est une commune de la wilaya de Tissemsilt en Algérie.